# 1927 no teatro

## Nascimentos
| Data           | Nome              | Profissão                                | Nacionalidade   | Observações | Ref |
| -------------- | ----------------- | ---------------------------------------- | --------------- | ----------- | --- |
| 7 de fevereiro | Juliette Gréco    | cantora e atriz                          | França          |             |     |
| 14 de março    | Mariana Villar    | actriz                                   | Portugal        | m. 1998     |     |
| 14 de março    | Sérgio Viotti     | ator                                     | Brasil          | m. 2009     |     |
| 24 de maio     | Carvalhinho       | actor e humorista                        | Brasil          | m. 2007     |     |
| 16 de junho    | Ariano Suassuna   | dramaturgo, romancista, ensaísta e poeta | Brasil          | m. 2014     |     |
| 17 de junho    | Maria Wallenstein | atriz e tradutora                        | Portugal        | m. 2007     |     |
| 4 de julho     | Neil Simon        | dramaturgo e roteirista                  | Estados Unidos  |             |     |
| 27 de julho    | Adelaide João     | atriz                                    | Portugal        |             |     |
| 8 de setembro  | Laura Alves       | atriz                                    | Portugal        | m. 1986     |     |
| 13 de setembro | Laura Cardoso     | atriz                                    | Brasil          |             |     |
| 20 de novembro | Mikhail Ulyanov   | actor                                    | União Soviética | m. 2007     |     |

## Mortes
| Data | Nome | Profissão | Nacionalidade | Observações | Ref |
| ---- | ---- | --------- | ------------- | ----------- | --- |